# Efraín Juárez
Efraín Juárez Valdez (Mexico-Stad, 22 februari 1988) is een Mexicaans voetbaltrainer en voormalig voetballer die speelde als verdediger of als middenvelder, doorgaans vanaf de rechterflank.

## Interlandcarrière
Juárez won met een Mexicaanse jeugdselectie het wereldkampioenschap voetbal onder 17 in 2005. Hij speelde op dat toernooi in alle zes wedstrijden van Mexico. In de kwartfinale tegen Costa Rica (1–3 winst) maakte Juárez zowel de openingstreffer in eigen doel als de gelijkmaker in dat van de tegenstander. Na het WK nam FC Barcelona hem over van Pumas UNAM. Na enkele maanden in de cantera daar werd hij in september 2006 samen met zijn landgenoot en mede-wereldkampioen Jorge Hernández verhuurd aan CF Barbate. Daarmee speelde hij in de Primera Andaluza, het hoogste amateurniveau van de regio Andalusië. Juárez keerde in 2008 terug naar Pumas UNAM, waarmee hij in 2009 het landskampioenschap won in de Clausura (tweede seizoenshelft). In juli 2010 haalde Celtic FC hem opnieuw naar Europa en gaf hem een contract voor vier seizoenen.
Na ook deelgenomen te hebben aan het wereldkampioenschap onder 20 in 2007 debuteerde Juárez op 28 juni 2009 tegen Guatemala in de Mexicaanse nationale ploeg. Hij behoorde hier ook toe tijdens onder meer de CONCACAF Gold Cup 2009 en het wereldkampioenschap voetbal 2010 in Zuid-Afrika. Op het WK stond Juárez in de groepswedstrijden tegen Zuid-Afrika (1–1) en Frankrijk (0–2 winst) in de basis en ook in de achtste finale tegen Argentinië (3–1 verlies). De groepswedstrijd tegen Uruguay (0–1 verlies) miste hij, omdat hij door twee eerdere gele kaarten geschorst was. Op 29 februari 2012 speelde Juárez zijn laatste interland, een vriendschappelijk duel tegen Colombia (0–2 winst).

## Erelijst
| Competitie       |            |               |            |            |
| Competitie       | Aantal     | Jaren         |            |            |
| Pumas UNAM       | Pumas UNAM | Pumas UNAM    | Pumas UNAM | Pumas UNAM |
| ---------------- | ---------- | ------------- | ---------- | ---------- |
| Primera División | 1x         | Clausura 2009 |            |            |
| Celtic FC        |            |               |            |            |
| Scottish Cup     | 1x         | 2010/11       |            |            |
| Club América     |            |               |            |            |
| Primera División | 1x         | Clausura 2013 |            |            |
| CF Monterrey     |            |               |            |            |
| Copa MX          | 1x         | Apertura 2017 |            |            |

| Competitie        | Winnaar | Winnaar    | Runner-up | Runner-up | Derde  | Derde  |
| Competitie        | Aantal  | Jaren      | Aantal    | Jaren     | Aantal | Jaren  |
| Mexico            | Mexico  | Mexico     | Mexico    | Mexico    | Mexico | Mexico |
| ----------------- | ------- | ---------- | --------- | --------- | ------ | ------ |
| CONCACAF Gold Cup | 2x      | 2009, 2011 |           |           |        |        |
| Mexico –17        |         |            |           |           |        |        |
| WK –17            | 1x      | 2005       |           |           |        |        |